# Grand Théâtre de Takarazuka
Le Grand Théâtre Takarazuka (宝塚大劇場, Takarazuka Dai Gekijō) héberge les arts créatifs de Takarazuka.
Le bâtiment original du théâtre est construit en 1924 et détruit en 1992. L'actuel théâtre est construit en 1993. Il possède 1 543 places au premier niveau et 1 007 au second.

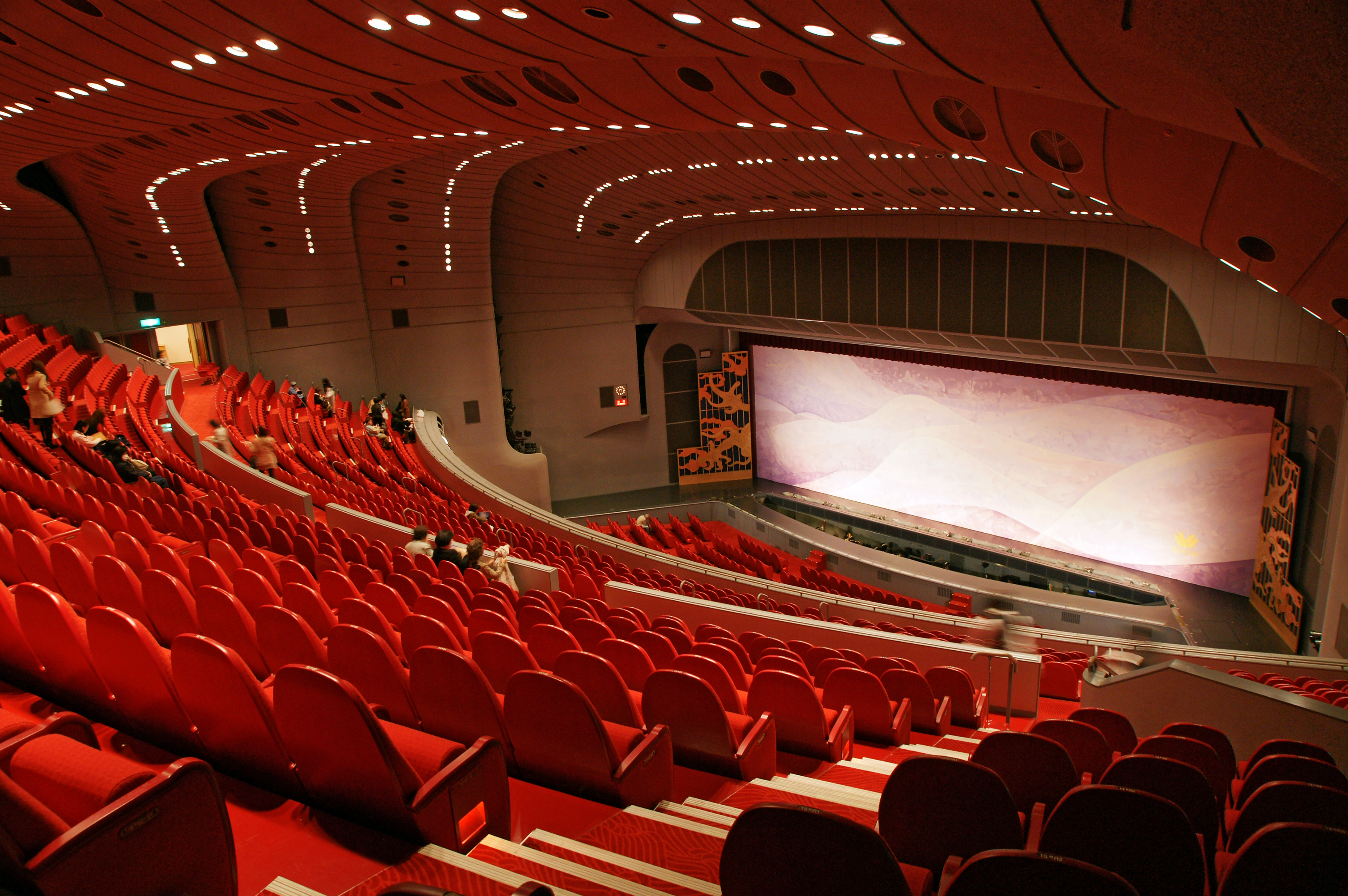
Intérieur